# اوریزابا، مکزیک
اوریزابا (به اسپانیایی: Orizaba) یک شهر و شهرداری در مکزیک است که در وراکروز واقع شده‌است.

## خواهرخوانده
شهر پورتسموث، ویرجینیا خواهرخواندهٔ اوریزابا است.